# ミセス・ロビンソン
「ミセス・ロビンソン」（Mrs. Robinson）は、ポール・サイモンが作詞・作曲したサイモン&ガーファンクルの楽曲。
1967年12月公開のアメリカ映画『卒業』のサウンドトラックで初期のヴァージョンが使用された後、翌1968年2月2日にフル・コーラスで録音され、4月発表のスタジオ・アルバム『ブックエンド』に収録されるとともに、シングル・カットもされた。
BMI調べによる「20世紀にアメリカのテレビやラジオで最もオンエアされた100曲」のランキングでは、600万回以上のオンエアで7位にランクインされた。

## 歌詞
タイトルは映画『卒業』の登場人物に由来している。また、フル・ヴァージョンで追加された歌詞の中には、野球選手ジョー・ディマジオに対して「どこへ行ってしまったの?」と呼びかけるフレーズもある。この曲が発表された後、ディマジオがそのことについて怒り、告訴も考えているという噂が流れたが、サイモンとディマジオが同じレストランで食事をしていた時、ディマジオはサイモンに「俺はどこにも行っちゃいないよ」と語り、サイモンはそれに対して、ディマジオがアメリカの英雄であると考えて名前を出したことや、あの歌詞は正真正銘の英雄が不足していることを意味しているということを語ったエピソードがある。
アート・ガーファンクルは、自分のソロ公演でこの曲を歌う際、ディマジオの名前を別の選手の名前に変えることがあり、日本公演では王貞治と歌ったこともある。
また、1999年3月8日にジョー・ディマジオが死去し、同年4月25日にヤンキー・スタジアムで行われたジョー・ディマジオ追悼試合にて、サイモンがゲストとして招かれ、本曲を献歌としてギター一本で歌った。

## シングルとしての発表
母国アメリカでは、総合チャートのBillboard Hot 100でサイモン&ガーファンクルにとって2作目の1位獲得曲となり、『ビルボード』誌のアダルト・コンテンポラリー・チャートでは4位に達した。また、グラミー賞では最優秀レコード賞とポップ・ロック・コンテンポラリー賞の2部門を受賞した。一方、映画『卒業』およびサウンドトラック・アルバムの好評に反して、アカデミー賞にはノミネートすらされなかったが、サイモン自身の発言によれば、そもそもノミネートのために必要な書類を書き忘れていたという。
イギリスでは、「早く家へ帰りたい」（1966年）以来となる全英シングルチャートでのトップ10入りを果たし、最高4位に達した。また、後に本作を含む4曲入りEPも発売され、このEPは全英9位に達した。
日本では、映画『卒業』が日本で初公開された翌週の1968年6月15日に、独自企画のシングル「サウンド・オブ・サイレンス」のB面曲として発表された。10月には、本作を収録したアルバム『ブックエンド』も日本発売された。

## サウンドトラックでの使用例
「ミセス・ロビンソン」は、『卒業』以外にも、下記の作品で使用された。
- ウェインズ・ワールド2（1993年公開）
  - オリジナル・ヴァージョンだけでなく、レモンヘッズによるカヴァーも使用されている[14]。
- フォレスト・ガンプ/一期一会（1994年公開）[15]
- アメリカン・パイ（1999年公開）[16]
- 迷い婚 -全ての迷える女性たちへ-（2005年公開）[17]
- ウルフ・オブ・ウォールストリート（2013年公開）[18]
- ワンス・アポン・ア・タイム・イン・ハリウッド（2019年公開）

## カヴァー

### レモンヘッズによるカヴァー
レモンヘッズは1992年に「ミセス・ロビンソン」のカヴァーを発表。アメリカでは『ビルボード』のモダン・ロック・チャートで8位に達した。ヨーロッパやオセアニアでは「ビーイング・アラウンド」との両A面シングルとしてもリリースされ、イギリスでは1992年12月5日付の全英シングルチャートで初登場し、9週チャート圏内に入って最高19位を記録。ニュージーランドでは1993年3月14日のシングル・チャートで9位を記録した。この曲は、レモンヘッズのアルバム『イッツ・ア・シェイム・アバウト・レイ』（1992年）にボーナス・トラックとして収録された。
レモンヘッズのヴァージョンは、映画では『ウェインズ・ワールド2』（1993年）でオリジナルバージョンとともに使用されたのをはじめ、『カーラの結婚宣言』（1999年）、『アメリカン・サマー・ストーリー』（2001年）、『あいつはママのボーイフレンド』（2008年）、『ウルフ・オブ・ウォールストリート』で使用されている。
また、ドイツで製作されたアウディ・A6のCM『Graduate Spoof』（2004年）でも使用された。このCMは『卒業』のクライマックスシーンを模しており、ダスティン・ホフマンがアウディ・A6を運転して教会へ向かい、結婚式中の花嫁（ダスティン・ホフマンは花嫁の父という設定）を乗せてアウディで走り去るという演出になっている。

### その他のカヴァー
- ザ・レンジャーズ - シングル「ミセス・ロビンソン」（1968年）に収録。日本語カヴァー、訳詞:たかたかし・編曲:井上忠也。カップリング曲も日本語カヴァーの「サウンド・オヴ・サイレンス」。
- フランク・シナトラ - アルバム『My Way』（1969年）に、歌詞を変更して歌ったカヴァーを収録[31]。
- ブッカー・T&ザ・MG's - アルバム『The Booker T. Set』（1969年）に収録。
- ポール・デスモンド - アルバム『Bridge Over Troubled Water』（1969年）に収録。
- キース・ポトガー&ザ・ニュー・シーカーズ - アルバム『Keith Potger and the New Seekers』（1970年）に収録。
- BEGIN - メジャー・デビュー前に発表されたミニ・アルバム『Beginning』（1989年／インペリアルレコードから2005年に再発）に日本語詞のカヴァーを収録。
- ボン・ジョヴィ - 1996年、日本ではシングルCD「ヘイ・ゴッド1」に収録され、アメリカやヨーロッパではアルバム『ジーズ・デイズ』のスペシャル・エディション盤ボーナス・ディスクに収録された。
- THE ALFEE - 1998年のニューヨーク公演で演奏しており[32]、その模様は映像作品『THE ALFEE in NY at Forest Hills Stadium 1st.July.1998』（1998年）に収録された。
- Song for Memories - ライヴ・アルバム『Song for Memories』（2000年）に収録。
- JAYWALK - カヴァー・アルバム『Old-fashioned love songs』（2003年）に収録。
- ジェイク・シマブクロ - アルバム『Crosscurrent』（2003年）に収録。
- バステッド - イギリス盤シングル「You Said No」（2003年）のカップリング曲として発表[33]。
- 安倍なつみ・中澤裕子 - ハロー!プロジェクトによるカヴァー・アルバム『FS5〜卒業〜』（2004年）で歌唱。